# خيرت آنديفيل
خيرت آنديفيل (بالهولندية: Gert Aandewiel)‏ (9 سبتمبر 1969 بكاتفايك في هولندا - ) هو مدرب كرة قدم ولاعب كرة قدم هولندي في مركز الوسط. لعب مع سبارتا روتردام ونادي دوردريخت ونادي فولندام.

## وصلات خارجية
- خيرت آنديفيل على موقع قاعدة بيانات كرة القدم.إي يو (الإنجليزية)